# Kanton Toulon-2
Kanton Toulon-2 (fr. Canton de Toulon-2) je francouzský kanton v departementu Var v regionu Provence-Alpes-Côte d'Azur. Tvoří ho pouze část města Toulon.

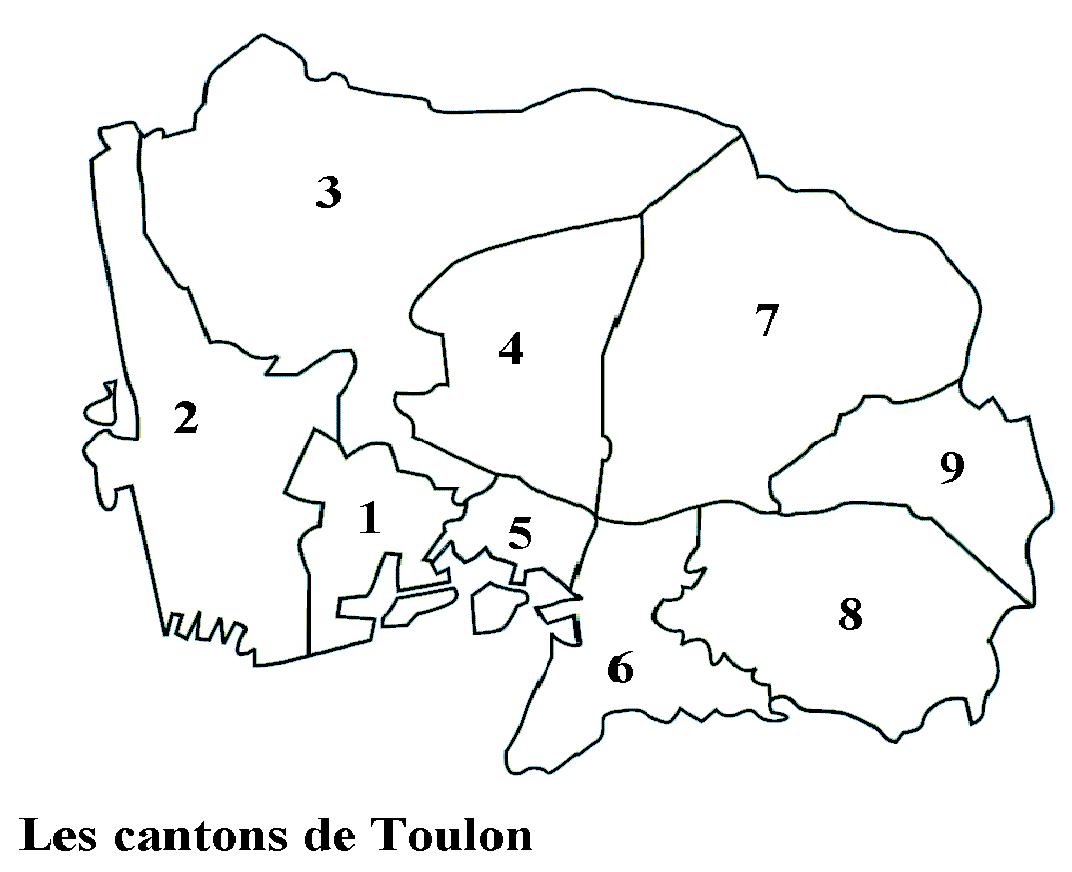
Uspořádání kantonů na mapě města Toulon